# Veerwagen

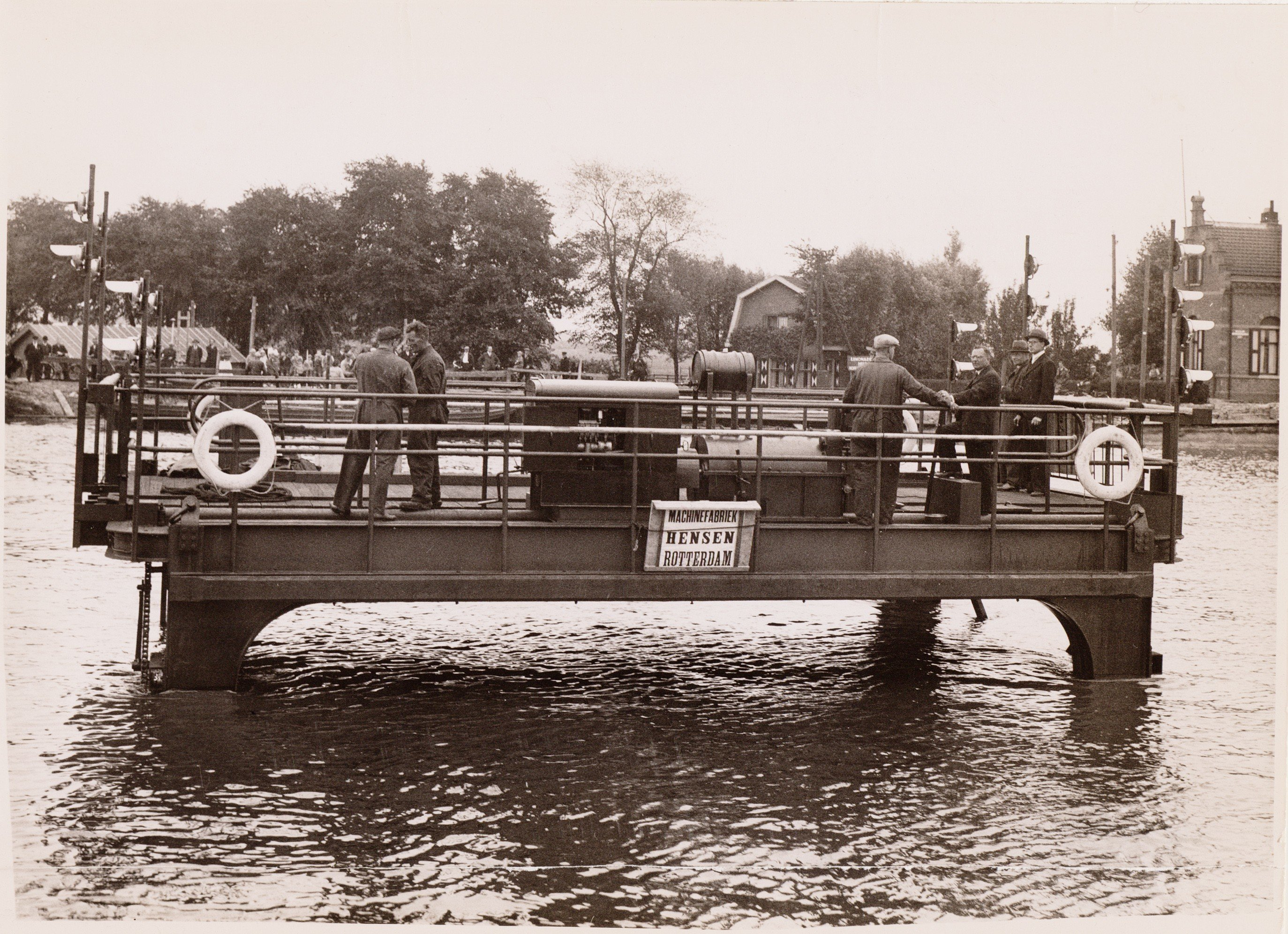
De rijdende pont bij Zeeburg in wat toen nog het Merwedekanaal heette.

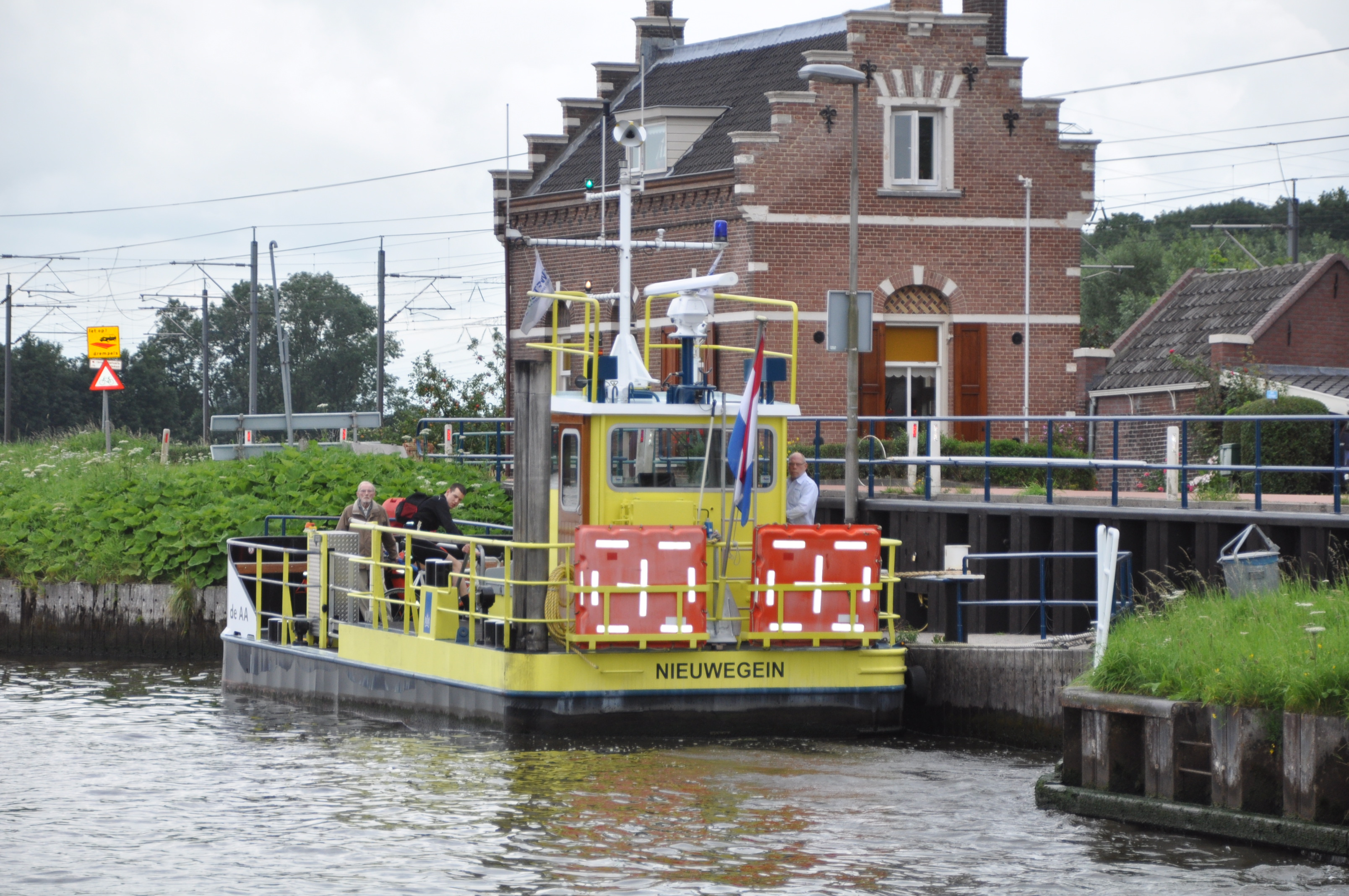
Veerpont de Aa gebruikt de haventjes van de voormalige veerwagen

Een veerwagen is een bijzonder soort pontveer, dat niet vaart maar over op de bodem van het water gelegen rails rijdt. Het gaat daarbij om een platform op een boven water stekende stellage, waar wielen onder gemonteerd zijn. Die trekt zichzelf aan een ketting over de bodem van een kanaal naar de overkant.
Na de in 1933 begonnen aanleg van het Nederlandse Amsterdam-Rijnkanaal exploiteerde Rijkswaterstaat een zestal veerwagens die gelegenheid gaven dit kanaal over te steken. Ze hadden een bedieningsruimte en schuilgelegenheid op het dek, en waren in later jaren voorzien van radar. De veerwagens waren bedoeld voor de bedrijfsvoering van boeren van wie door de aanleg van het Amsterdam-Rijnkanaal het land aan weerszijden van het kanaal was komen te liggen. Door ruilverkaveling verviel die noodzaak ten slotte. Met de verbreding van het Amsterdam-Rijnkanaal zijn de veerwagens in 1972 afgeschaft en vervangen door vrij varende pontveren.
De railbaan in het Amsterdam-Rijnkanaal lag een meter lager dan de gemiddelde vaardiepte van het kanaal, zodat de schepen de railbaan niet raakten. De veerwagen stak het kanaal recht over. Door de veerstoep in een inham haaks op het kanaal te leggen konden auto's en fietsers in de lengterichting van het kanaal oprijden en konden ze ook weer rechtuit afrijden. De haventjes voor de veerwagen waren heel kort, waardoor slechts een klein stukje van de kanaaldijken verlegd hoefde te worden. Het rijdek van de veerwagen lag op dezelfde hoogte als de weg over de kanaaldijk. Zo konden de boeren makkelijk het veer op en af. Voetgangers en fietsers mochten tot 1960 van deze veren geen gebruik maken, zij waren tot dat jaar aangewezen op overzet per roeiboot.
De veerwagens staken het kanaal over bij:
- Houten, ten zuidoosten van de A27, deze wagen is in 1949 gaan rijden en per 1 februari 1972 buiten dienst gesteld;
- Nieuwer Ter Aa (na Tweede Wereldoorlog);
- Baambrugge Indijkweg/Kanaaldijk West - Kanaaldijk Oost (na Tweede Wereldoorlog);
- Nigtevecht Velterslaan/Kanaaldijk West - Nigtevecht Kanaaldijk Oost (1952-1967);
- Over-Diemen Kanaaldijk - Overdiemerweg (1941);
- Oud-Diemen (1939), van de Ouddiemerlaan naar de Diemerzeedijk.

Er waren zeven veerwagens voor deze zes verbindingen, waardoor er een veerwagen reserve was. Onderhoud vond plaats in Jutphaas. De wagens waren uitgerust met een Kromhout- of G.M.C.-motor. Met een snelheid van circa 3 km/u duurde een overtocht 2 minuten. De "spoorbreedte" was ongeveer 9 meter, de fundering van het spoor lag 5,02 meter onder het wateroppervlak.
Een alternatief voor de veerpont is de zweefbrug: een hangende constructie. In Nederland was er een zweefbrug die onder de Maarsserbrug (en wellicht ook onder de Jutfasebrug) hing en in 1959 is verwijderd.